# Calyptoproctus exsiccatus
Calyptoproctus exsiccatus är en insektsart som först beskrevs av Stsl 1854.  Calyptoproctus exsiccatus ingår i släktet Calyptoproctus och familjen lyktstritar. Inga underarter finns listade i Catalogue of Life.